# Savana alberata della Namibia
La savana alberata della Namibia è un'ecoregione dell'ecozona afrotropicale, definita dal WWF (codice ecoregione: AT1316), che si estende attraverso l'Africa australe, lungo la Namibia e il sud dell'Angola.

## Territorio
È un'ecoregione di deserto che occupa una superficie di 225.500 km² della Grande Scarpata che separa i deserti costieri dagli altopiani interni dell'Africa australe.
Confina a nord-ovest con il deserto del Kaokoveld, a nord-est con i boschi di miombo angolani, a est con i boschi di mopane angolani, a sud-est con la savana xerofila del Kalahari, a sud-ovest con il deserto del Namib e a sud con il Karoo nama.
Le piogge sono scarse, tra i 60 mm annui nelle regioni occidentali e i 200 mm in quelle orientali, e cadono principalmente sotto forma di violenti temporali in estate, tra ottobre e marzo. Le temperature sono estreme, e d'inverno sono frequenti le gelate notturne.

## Flora
La vegetazione di questa ecoregione è molto varia. Nel nord predomina una savana più o meno fitta di mopane (Colophospermum mopane). Più a sud si incontra un semideserto con una grande varietà di specie e molti endemismi: Euphorbia guerichiana, Aloidendron dichotomum, Moringa ovalifolia e varie specie dei generi Acacia, Adenolobus, Commiphora e Cyphostemma. Nell'estremo sud dell'ecoregione la vegetazione è costituita da una savana arbustiva molto aperta.

## Fauna

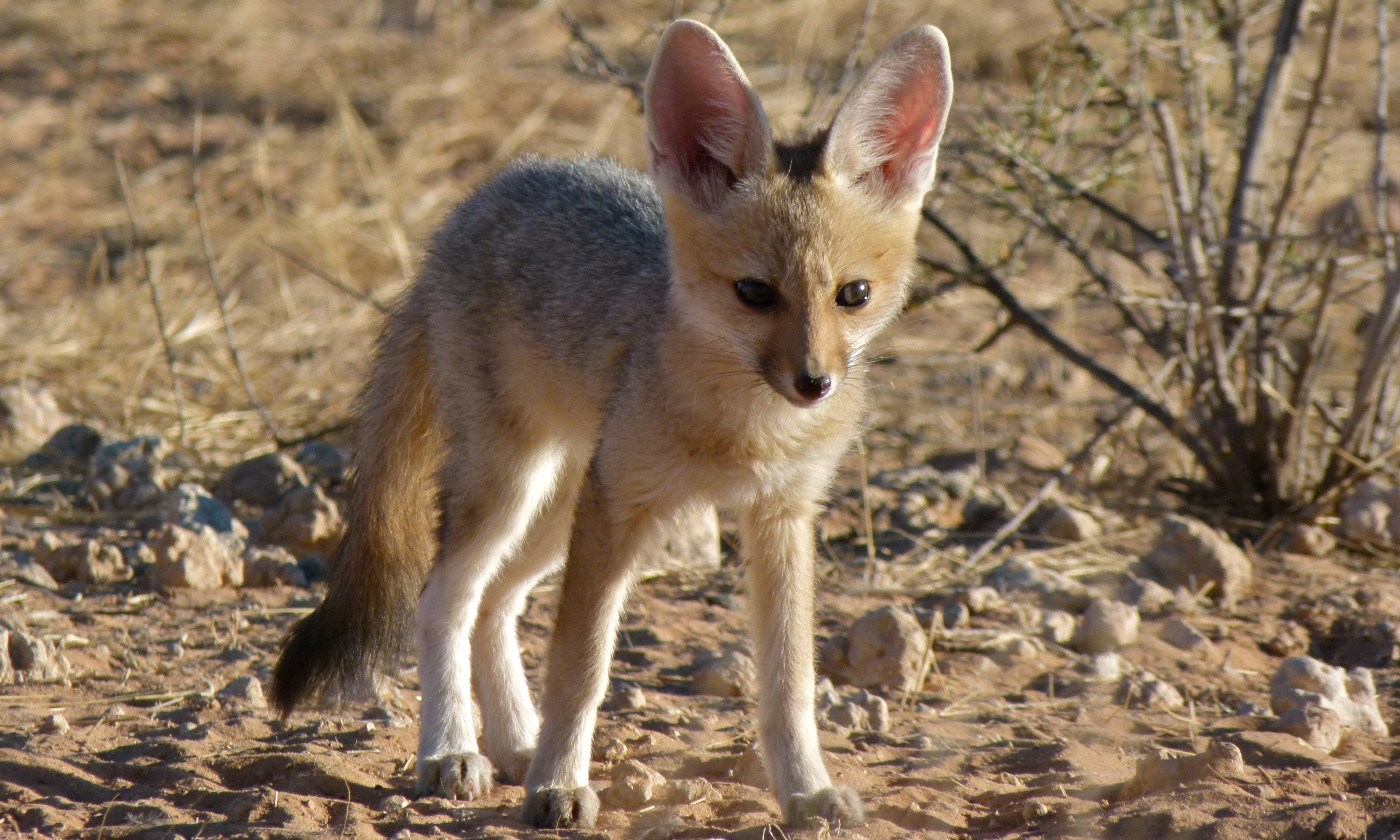
Un esemplare di volpe del Capo (Vulpes chama)

Tra i grandi mammiferi ricordiamo l'elefante (Loxodonta africana), il rinoceronte nero (Diceros bicornis), il kudù maggiore (Tragelaphus strepsiceros), lo springbok (Antidorcas marsupialis), l'orice del Capo (Oryx gazella), il dik-dik di Kirk (Madoqua kirkii), l'impala (Aepyceros melampus petersi), il leone (Panthera leo), il leopardo (Panthera pardus), il ghepardo (Acinonyx jubatus), l'otocione (Otocyon megalotis) e la volpe del Capo (Vulpes chama). Endemici sono una particolare sottospecie di mangusta rossastra (Herpestes sanguineus swalius) e il roditore Petromyscus shortridgei (della famiglia dei Nesomiidi).
Nell'ecoregione sono state censite 297 specie di uccelli.

## Conservazione
Le principali minacce sono il bracconaggio, il turismo su veicoli fuoristrada e il traffico di specie protette. La protezione è scarsa. In Namibia sono presenti solamente due piccole aree protette: la riserva naturale di Damaraland e il monumento nazionale di Brandberg. Una piccola area del sud dell'ecoregione forma parte del parco nazionale di Namib-Naukluft.